# Гучин-Ус

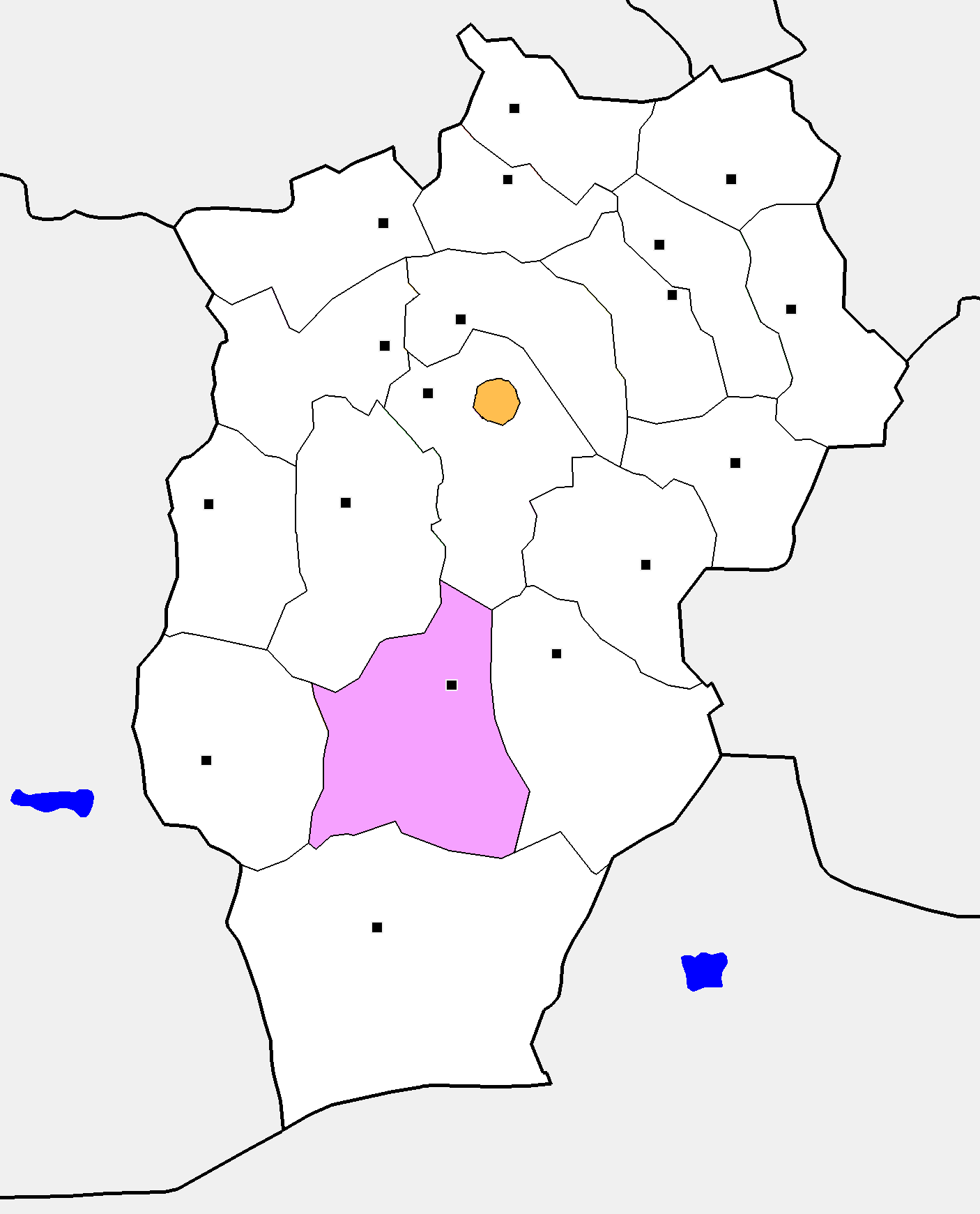
Сомон Гучин-Ус Уверхангайского аймака

Гучин-Ус (монг. Гучин-Ус) — сомон аймака Уверхангай в Монголии, с центром в поселке Аргуут в 104 км от столицы аймака. Население 3,6 тысяча человек. Расположен на расстоянии 516 км от Улан-Батора.

## Описание

### Рельеф
Поверхность сомона холмистая с межгорными впадинами. На территории сомона находятся:
1. Их Аргалант (1875 м),
2. Зууншир (1862 м),
3. Тогоо Хайрхан (1742 м)

Реки:
1. Ар Агуй,
2. Хунхрээ.

### Климат
Климат резко континентальный. Средняя температура января -18 градусов, июля +19 градусов, ежегодная норма осадков 180 мм.

### Фауна и флора
Растительность степная. Предполагается, что встречаются дикие бараны, водятся джейраны, лисы, корсаки, барсуки, манулы.

### Хозяйство и культура
Местами возделывают посевы кормовых растений.
В сомоне имеется школа, больница, торгово-культурные центры. Сомон богат месторождениями каменного угля, горючих сланцев, шпата.

#### Статистика
| Данные по:                        | 2007  | 2008    | 2009   | 2010   | 2011   |
| --------------------------------- | ----- | ------- | ------ | ------ | ------ |
| Численность постоянного населения | 2,210 | ▲ 2,260 | ▲2,326 | ▼2,238 | ▼2,236 |
| Число домохозяйств скотоводов     | 955   | ▲1,033  | ▼857   | ▲953   | ▼890   |